# Kloster Nossa Senhora do Desterro
Das Zisterzienserkloster Nossa Senhora do Desterro wurde unter Philipp III. von Portugal im Jahr 1591 in Lissabon gegründet und 1834 mit den übrigen portugiesischen Klöstern aufgelöst. In der Folgezeit wurde es zum Krankenhaus (Hospital do Desterro). Im Jahr 2007 wurde die Anlage verkauft.

## Bauten und Anlage

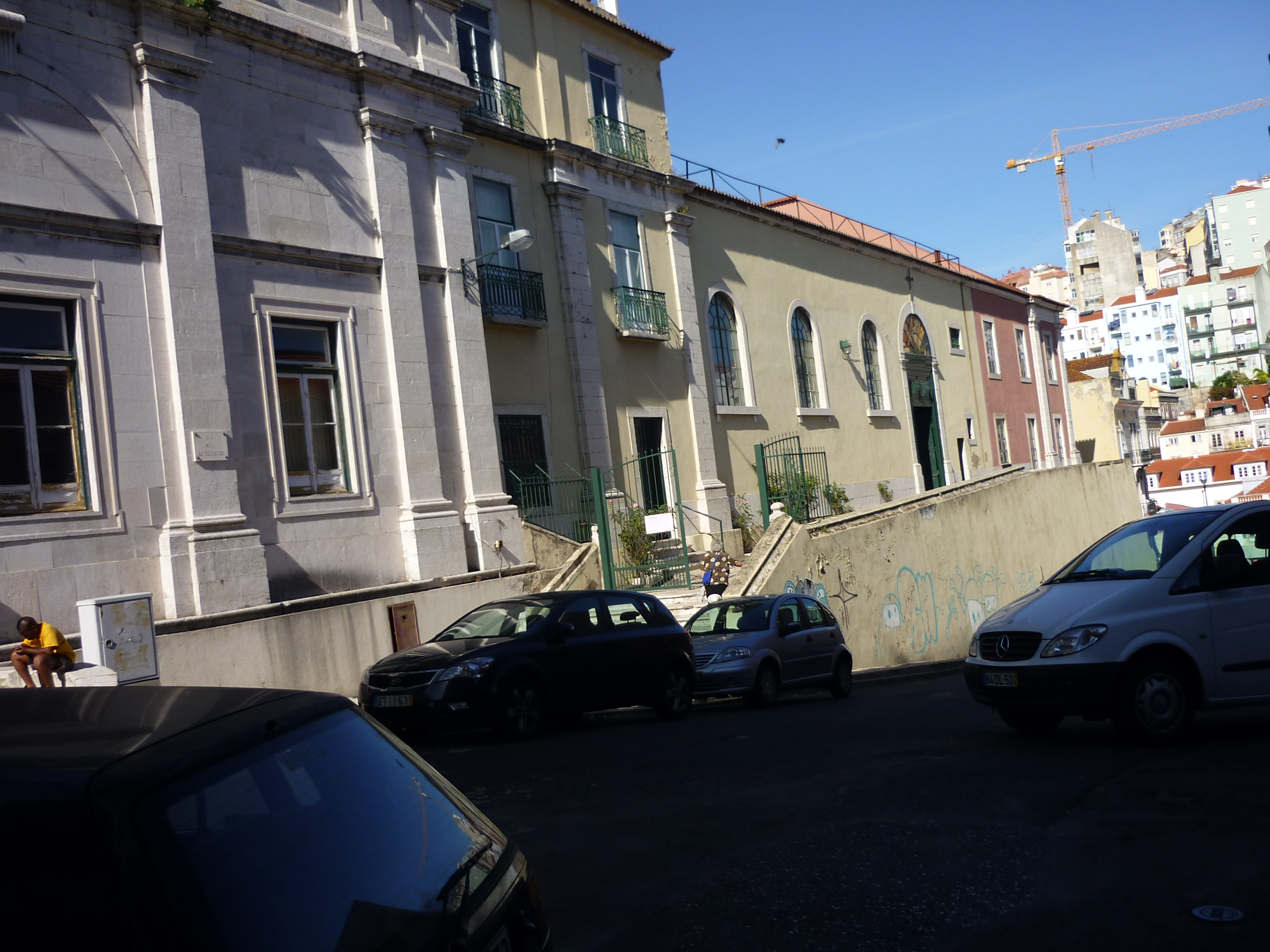
Teil der Hauptfassade und Kirche

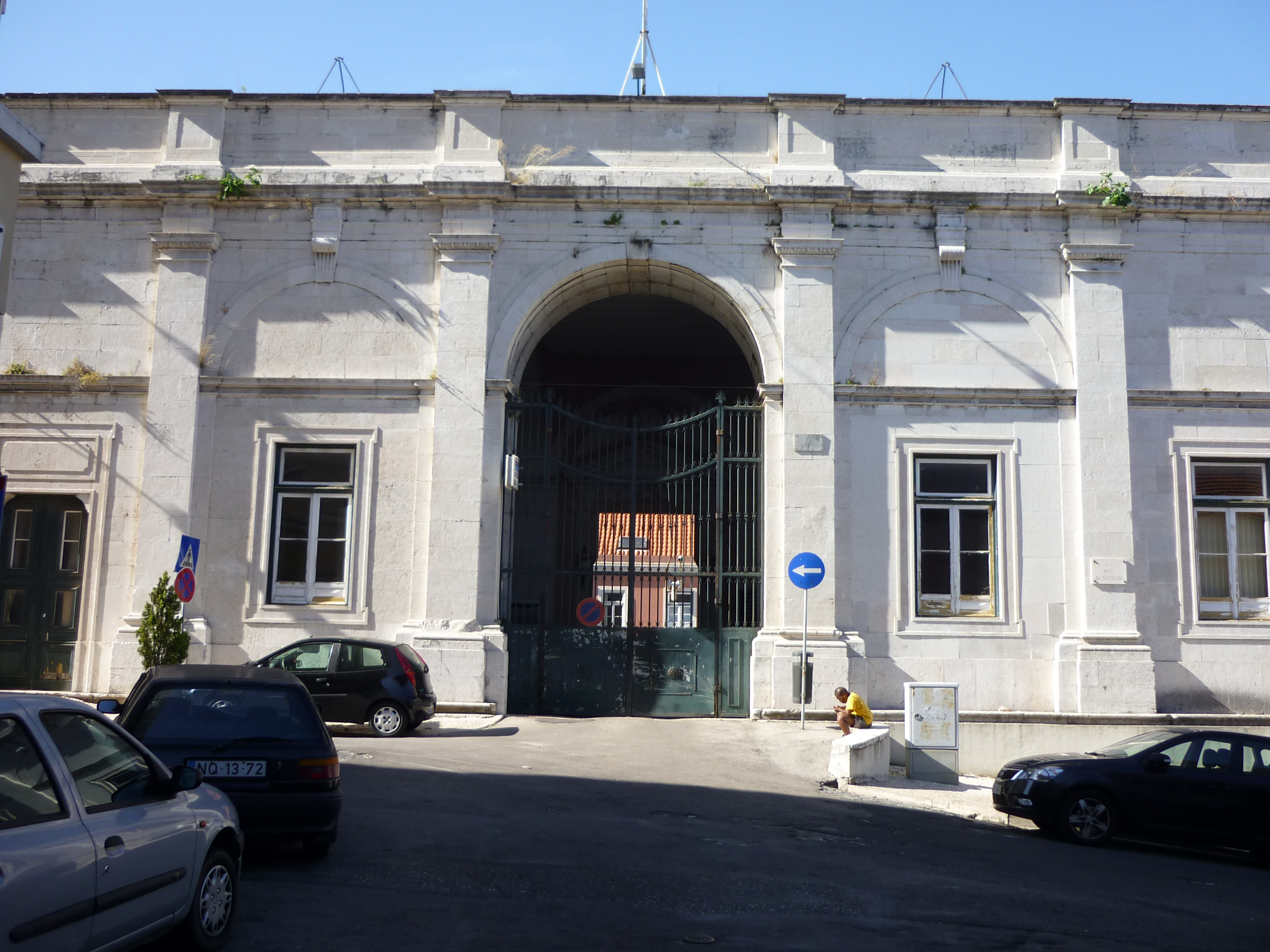
Hauptfassade

Das ursprüngliche Gebäude wurde nach Plänen von Filipe Terzio 1591 begonnen. Die Anlage wurde im Erdbeben von 1755 teilweise zerstört. Die Kirche (Nossa Senhora do Desterro), eine parallel zur Straße gelegene Saalkirche aus zwei Räumen an der Rua Nova do Desterro, wurde im 19. Jahrhundert vollständig umgebaut.